# Ettore Bassi
Pour les articles homonymes, voir Bassi.
 (mai 2018).
Si vous disposez d'ouvrages ou d'articles de référence ou si vous connaissez des sites web de qualité traitant du thème abordé ici, merci de compléter l'article en donnant les références utiles à sa vérifiabilité et en les liant à la section « Notes et références ».
Ettore Bassi (Ettore Francesco Mario Bassi) est né le 16 avril 1970 à Bari, c'est un acteur de télévision et de cinéma italien. Il est surtout connu pour avoir joué le rôle du commissaire Davide Rivera dans la série Rex, chien flic.

## Biographie
Ettore a commencé par apprendre la magie, il souhaitait être magicien. Il a ensuite commencé à travailler dans l'animation touristique dans les villes, en 1991, il participe au programme Piacere Rai Uno où il est élu meilleur talent. 
Il a ensuite été animateur dans le show télévisé italien  La Banda dello Zecchino. Il a ensuite entamé le tournage de différentes fictions et films pour le cinéma. De 2002 à 2005, il joue le maréchal Andrea Ferri qui le fera connaître du public italien dans la série Carabinieri.
À partir de la quatorzième saison de Rex en 2010, il succède à Kaspar Capparoni et joue le rôle du commissaire Davide Rivera.

## Carrière

### Théâtre
- Uno sguardo dal ponte (1996-1998)
- Adorabili amici de Carole Greep, mise en scène par Patrick Rossi Gastaldi (2008)
- La grande cena, mis en scène par Camilla Cuparo (2009)
- Banda Di Sarmata" (2010)

### Cinéma
- Quello che le ragazze non dicono, réalisé par Carlo Vanzina (2000) - Rôle: Walter
- La regina degli scacchi, réalisé par Claudia Florio (2001) - Rôle: Emilio
- Promessa d'amore, réalisé par Ugo Fabrizio Giordani (2004) - Rôle: Fabio
- Taxi Lovers, réalisé par Luigi Di Fiore (2005) - Rôle: Inspecteur de police
- Per non dimenticarti, réalisé par Mariantonia Avati (2006) - Rôle: Giordano
- Io ti voglio bene assai, réalisé par Fernardo Muraca - Court-métrage (2006)
- Pentito, réalisé par Marcello Conte - Court-métrage (2006)
- Questa notte è ancora nostra, réalisé par Luca Genovese et Paolo Miniero (2008)

### Télévision
- Italian Restaurant, de Giorgio Capitani (1994)
- I ragazzi del muretto 3, de Gianluigi Calderone e Gianfranco Lazotti (1996)
- Un posto al sole, Divers metteurs en scène
- Il maresciallo Rocca 2, de Giorgio Capitani - Rôle: Giorgio Massenzi (1998)
- Un medico in famiglia, de Tiziana Aristarco et de Riccardo Donna (2000)
- Casa famiglia, de Riccardo Donna (2001)
- Carabinieri, de Raffaele Mertes (2002-2005) - Rôle: Andrea Ferri
- Casa famiglia 2, de Tiziana Aristarco et Riccardo Donna (2003)
- San Pietro, de Giulio Base (2005) - Rôle : Claudio
- Giovanni Paolo II, de John Kent Harrison (2005) - Rôle: Gapa
- 1200° - La verità in fondo al tunnel, de Dominique Othenin-Girard (2005) - Rôle: Martin Lehmann
- Nati ieri, de  Carmine Elia, Paolo Genovese et Luca Miniero (2006-2007) -  Rôle:   le pédiatre Corrado Milani
- Giuseppe Moscati, de Giacomo Campiotti (2007) - Rôle: Giorgio Piromallo
- Chiara e Francesco, de Fabrizio Costa (2007) - Rôle: San Francesco d'Assisi
- Ne parliamo a cena, de Edoardo Leo - Pilote présenté au RFF (2008)
- Bakhita, de l'esclavage à la sainteté, de Giacomo Campiotti (2009) : Guido (cousin Marin)
- Mal'aria, de Paolo Bianchini (2009) - Rôle: Carlo Rambelli
- Il sorteggio, de Giacomo Campiotti (2010) - Rôle: Presidente Corte
- Sotto il cielo di Roma, de Christian Duguay (2010)
- Rex, chien flic (2012-2013) Rôle: Davide Rivera